# Servamp
Servamp (jap. SERVAMP -サーヴァンプ- SERVAMP -Sāvanpu-) – manga autorstwa Strike Tanaki, publikowana w magazynie „Gekkan Comic Gene” wydawnictwa Media Factory od czerwca 2011 do grudnia 2024. Opublikowane rozdziały zostały zebrane w 24 tankōbonach. 
Na podstawie mangi powstał serial anime, który emitowano od lipca do września 2016. W kwietniu 2018 premierę miał także film kinowy zatytułowany Servamp: Alice in the Garden.
W Polsce manga ukazuje się nakładem wydawnictwa Studio JG.

## Fabuła
Piętnastoletni Shirota Mahiru pewnego dnia przygarnia z ulicy małego czarnego kota, którego nazywa Kuro. Zmienia to jego dotychczasowe życie zwykłego ucznia liceum, ponieważ Kuro jest w rzeczywistości servampem – jednym z legendarnych wampirzych sług, którzy związują się kontraktem ze swoim ludzkim mistrzem. Jednakże w swojej ludzkiej postaci wcale nie przypomina groźnego krwiopijcy. I chociaż Shirota ceni sobie spokojne, nieskomplikowane życie, wkrótce zostaje uwikłany w odwieczny, zupełnie surrealistyczny konflikt pomiędzy wampirami a ludźmi.

## Bohaterowie
Mahiru Shirota (jap. 城田真昼 Shirota Mahiru)
Seiyū: Takuma Terashima (CD drama, anime) 
Kuro (jap. クロ)
Seiyū: Yūki Kaji (CD drama, anime) 
Tsubaki (jap. 椿)
Seiyū: Tatsuhisa Suzuki (CD drama, anime) 
Misono Alicein (jap. 有栖院御園 Misono Arisu)
Seiyū: Hiro Shimono (CD drama, anime) 
Snow Lily (jap. スノウリリイ Sunou Ririi)
Seiyū: Kazuma Horie (CD drama, anime) 
Belkia (jap. ベルキア Berukia)
Seiyū: Yoshitsugu Matsuoka (CD drama, anime) 
Sakuya Watanuki (jap. 綿貫桜哉 Watanuki Sakuya)
Seiyū: Toshinari Fukamachi (CD drama), Yūto Suzuki (anime) 
Mikuni Alicein (jap. 有栖院御国 Mikuni Arisu)
Seiyū: Tetsuya Kakihara (anime) 
Licht Jekylland Todoroki (jap. リヒト・ジキルランド・轟 Rihito Jikirurando Todoroki)
Seiyū: Nobunaga Shimazaki (CD drama, anime) 
Tetsu Sendagaya (jap. 千駄ヶ谷鉄 Sendagaya Tetsu)
Seiyū: Yūki Ono (CD drama, anime) 

## Manga
Pierwszy rozdział mangi został opublikowany 15 czerwca 2011 w magazynie „Gekkan Comic Gene” pod tymczasowym tytułem Eve and Servamps. W styczniu 2017 publikacja mangi została wstrzymana ze względu na problemy zdrowotne autorki. Wydawanie zostało wznowione w majowym numerze czasopisma, które ukazało się 15 kwietnia 2017. Ostatni rozdział mangi opublikowano 13 grudnia 2024. Całość została zebrana w 24 tankōbonach, wydawanych od 27 grudnia 2011 do 27 grudnia 2024. 27 lipca 2016 ukazał się także tom oznaczony numerem 10,5.
Polski przekład mangi ukazuje się nakładem wydawnictwa Studio JG.

## Anime
W lipcu 2015 zapowiedziano powstanie adaptacji anime. Później poinformowano, że będzie to serial telewizyjny. Za produkcję odpowiadały studia Brain’s Base i Platinum Vision, a w zespole realizacyjnym znaleźli się: główny reżyser Itto Sara, reżyser Hideaki Nakano oraz scenarzysta Kenji Konuta. Projekty postaci stworzyła Junko Yamanaka, a muzykę skomponował Kenji Kawai. Anime było emitowane od 5 lipca do 20 września 2016. Motywem otwierającym jest „Deal with” autorstwa Oldcodex, natomiast końcowym „sunlight avenue” w wykonaniu Takumy Terashimy.

### Film kinowy
Film kinowy, zatytułowany Servamp: Alice in the Garden, miał premierę w Japonii 7 kwietnia 2018. Stanowi on kontynuację serialu telewizyjnego, a za jego produkcję odpowiada studio Platinum Vision. Reżyserem ponownie został Hideaki Nakano, a Junko Yamanaka powróciła jako twórczyni projektów postaci. Scenariusz napisał Ayumu Hisao. Motywem przewodnim filmu jest utwór „One Side” w wykonaniu zespołu Oldcodex.